# Płamen Nikołow (ur. 1985)
Płamen Nikołow (ur. 12 czerwca 1985 roku) – bułgarski piłkarz, występujący na pozycji środkowego obrońcy.
Jest wychowankiem Spartaku Plewen, z którego w wieku dwudziestu jeden lat odszedł do pierwszoligowego (Spartak grał wówczas w II lidze) Liteksu Łowecz. Niedługo potem, w sezonie 2006–2007, w jego barwach zadebiutował w ekstraklasie. W klubie początkowo był zmiennikiem doświadczonego reprezentanta Wenezueli Alejandro Cichero. Od sezonu 2007–2008, zakończonego zdobyciem Pucharu Bułgarii, miał miejsce w wyjściowej jedenastce Liteksu. W 2012 roku przeszedł do Tomu Tomsk. W 2014 roku wrócił do Liteksu, a następnie odszedł do Botewu Płowdiw.
Od 2005 roku występował w kadrze Bułgarii U-21. Oprócz niego w tamtym czasie w reprezentacji młodzieżowej grali m.in. Waleri Bożinow i Iwelin Popow.
30 sierpnia 2007 roku po raz pierwszy otrzymał powołanie do reprezentacji seniorskiej (na spotkania eliminacji Euro 2008 z Holandią i Luksemburgiem). Miesiąc później również znalazł się w kadrze A (mecz z Albanią), jednak w tym czasie selekcjoner Dimityr Penew ani razu nie wystawił go na boisko.

## Sukcesy piłkarskie
- mistrzostwo Bułgarii 2010 oraz Pucharu Bułgarii 2008 i 2009 z Liteksem Łowecz